# Baljevac (Obrenovac)
Baljevac es un pueblo ubicado en el municipio de Obrenovac, en Belgrado, Serbia.

## Superficie
Posee una superficie de 6,150 kilómetros cuadrados.

## Demografía
Hasta 2022 la población era de 512 habitantes, con una densidad de población de 83,26 habitantes por kilómetro cuadrado.